# Pleistorallus flemingi
Pleistorallus flemingi — викопний вид журавлеподібних птахів родини пастушкових (Rallidae), що існував у плейстоцені (1 млн років тому) у Новій Зеландії.

## Скам'янілості
Викопні рештки птаха знайдені поблизу міста Мартон на Північному острові Нової Зеландії. Відомий з правого тибіотарсуса і дистальної частини лівої стегнової кістки.

## Назва
Родова назва Pleistorallus буквально означає «плейстоценовий пастушок». Видова назва P. flemingi вшановує орнітолога Чарльза Флемінга, за його внесок в орнітологію та палеонтологію Нової Зеландії.

## Опис
Це був досить великий пастушок завдовжки до 60 см.